# Rostpannad parakit
Rostpannad parakit (Bolborhynchus ferrugineifrons) är en fågel i familjen västpapegojor inom ordningen papegojfåglar.

## Utseende och läte
Rostpannad parakit är en 18–19 cm lång knubbig papegojfågel. Fjäderdräkten är mestadels mörkgrön med ett rostfärgad område runt näbben och en blåaktig ton på handpennorna. Liknande katarinaparakit förekommer i lägre liggande områden och är dessutom mindre, med ljus näbb, svart skulderfläck, vingband och bandade flanker. I flykten hörs ett snabbt vadarlikt tjattrande.

## Utbredning och status
Fågeln förekommer i centrala Anderna i västra Colombia (Tolima och Cauca). Den behandlas som monotypisk, det vill säga att den inte delas in i några underarter.

## Status och hot

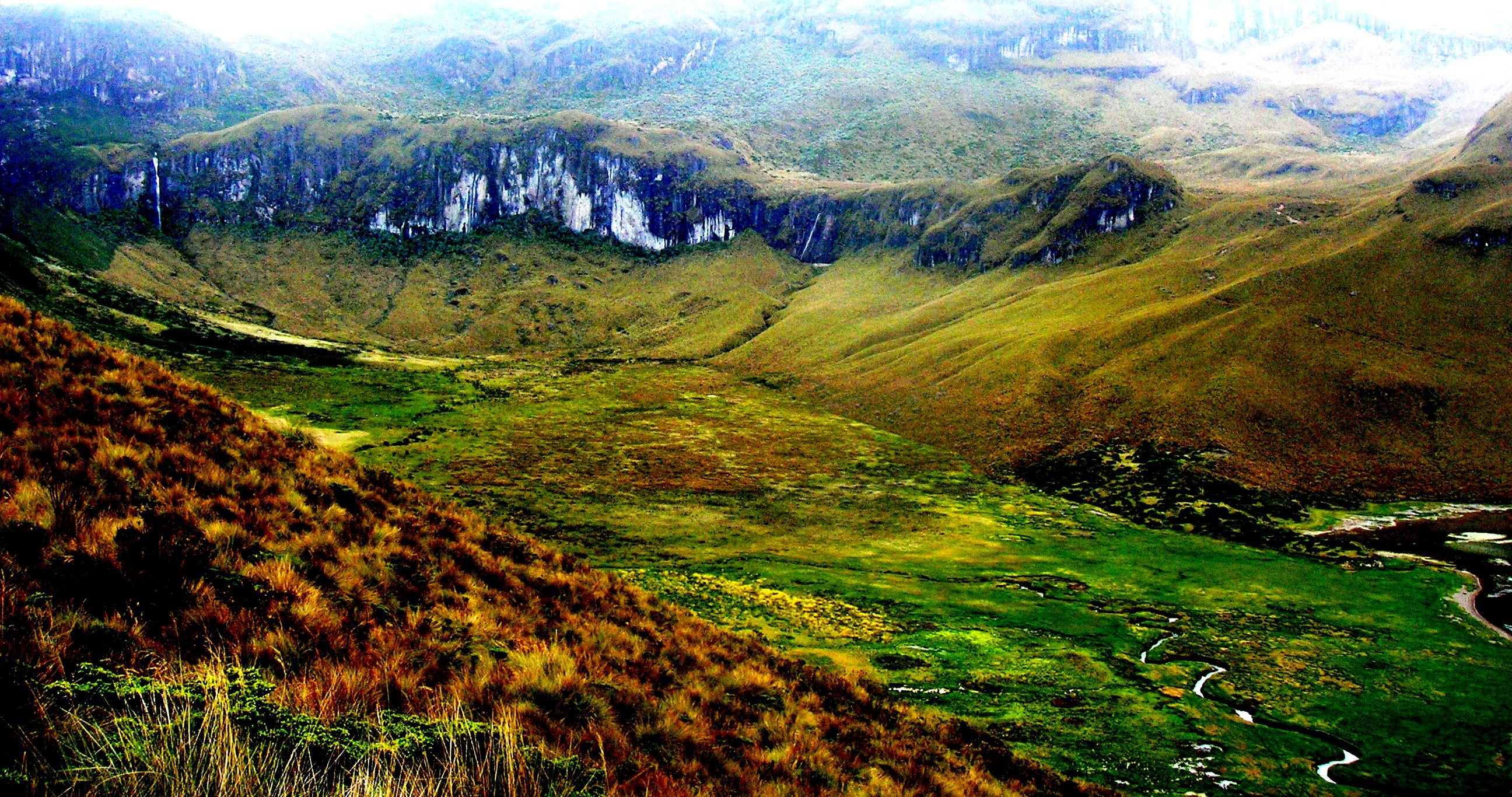
I delar av nationalparken Los Nevados är arten fortfarande relativt vanlig.

Rostpannad parakit har en liten världspopulation bestående av uppskattningsvis endast 1 300–2 700 vuxna individer. Den tros också minska i antal till följd av habitatförlust. Den är därför upptagen på internationella naturvårdsunionen IUCN:s röda lista över hotade arter, kategoriserad som sårbar (VU).